# مک‌فارلند، آمریکا
مک‌فارلند، آمریکا (انگلیسی: McFarland, USA) یک فیلم درام ورزشی به کارگردانی نیکی کارو است که در سال ۲۰۱۵ منتشر شد.
این داستان بر مبنای واقعیت ساخته شده است.

## داستان
یک مرد به نام جیم وایت در سال ۱۹۸۷ میلادی به همراه خانواده اش به جنوب ایالت کالیفرنیا و به شهر مک فارلند می رود تا مربی ورزشی بچه های دبیرستان آنجا شود و آنها را برای مسابقات دو میدانی آماده کند.
این منطقه نزدیک به مرز مکزیک است و ساکنان آنجا غالباً مکزیکی هستند.جیم وایت در ابتدا گمان می کند که پذیرش این شغل کار احمقانه ای است و بچه های محروم آن منطقه هرگز نمی‌توانند مثل سایرین برد را تجربه کنند.
آنها در اولین مسابقه به راحتی شکست می خورند چون نه تمرین مناسبی داشتند نه جایی برای تمرین؛علاوه بر آن گمان می کنند که چون محروم اند هرگز برنده نمی‌شوند.
وایت آنها را وادار به تمرین می کند و در مسابقه ای دوستانه برنده می شوند و روحیه خود را باز می یابند؛اما هر یک پسران کشاورزانی هستند که غالب روز های سال مشغول کار هستند و روی کمک بچه هایشان حساب می کنند.
آنها با مشکلات زیادی دست و پنجه نرم می کنند و وایت هم مثل یک دوست و پدر هوای آنها را دارد.در نهایت به مسابقات دور کشوری (دو صحرانوردی) راه می یابند.
وایت با برد هایش تمام مردم شهر را خوشحال کرده و از زندگی میان این مردم راضی است.
او به رسم مردم آمریکای جنوبی و مرکزی،برای جشن تولد ۱۵سالگی دخترش جولی کینسه آنیرا برگزار می کند که در انتهای آن جولی مثل مراسم عروسی سوار ماشین می شود تا در شهر دوری بزند اما او و ماشین های دیگر مورد حمله پانک ها قرار می گیرند و جیم را بسیار ناراحت می کند.
جیم حتی برای مصاحبه با مدرسه ای دیگر نیز می رود ولی یکی از شاگردان با صحبت هایش او را وادار به بازگشت می کند تا در مسابقه دور کشوری آنها را هدایت کند.
آنها در مسابقات دور کشوری نیز با تلاش زیاد قهرمان می شوند و مورد تشویق همه از جمله اهالی مک فارلند قرار می گیرند.
در پایان جیم در آن منطقه می ماند و از آن روز به بعد مدرسه مک فارلند ۱۴ بار قهرمان دو میدانی ایالت کالیفرنیا می شود.

## بازیگران
کوین کاستنر در نقش جیم وایت
ماریا بلو در نقش شریل وایت
مورگان سیلر در نقش جولی وایت
السی فیشر در نقش جیمی وایت
کالوس پراتس در نقش توماس والس

## نژاد پرستی
در این فیلم به خوبی موضوع نادیده گرفته شدن مکزیکی ها و اتباع آمریکای جنوبی در ایالات متحده دیده می شود.